# Target Grand Prix 2000
Target Grand Prix 2000 var ett race som den tolfte deltävlingen i CART World Series 2000. Racet kördes den 30 juli på Chicago Motor Speedway i Cicero, Illinois, strax utanför Chicago.

## Tävling
Cristiano da Matta tog sin första seger i CART efter dryga två timmars körning, vilket även var PPI Motorsports första triumf. Bara tio förare, tog sig i mål, men Michel Jourdain Jr. och Juan Pablo Montoya klassificerades ändå som elva och tolva, och fick de sista poängen. Michael Andretti slutade tvåa, och utökade sin ledning i mästerskapet till 22 poäng, maxpoängen för en racehelg. Gil de Ferran blev trea, och höll sig kvar i matchen om mästerskapet, medan totaltvåan Roberto Moreno blev sexa i racet, vilket begränsade hans poängtapp till Andretti något. Dock hade Andretti kopplat greppet om mästerskapet, och såg ut att ha en god chans att ta sin första titel sedan hans dittills enda 1991.

## Slutställning
| Plats | Förare              | Team                     | Grid | Kvaltid |
| ----- | ------------------- | ------------------------ | ---- | ------- |
| 1     | Cristiano da Matta  | PPI Motorsports          | 5    | 22,280  |
| 2     | Michael Andretti    | Newman/Haas Racing       | 15   | 22,660  |
| 3     | Gil de Ferran       | Marlboro Team Penske     | 10   | 22,437  |
| 4     | Kenny Bräck         | Team Rahal               | 4    | 22,235  |
| 5     | Adrián Fernández    | Patrick Racing           | 19   | 22,866  |
| 6     | Roberto Moreno      | Patrick Racing           | 13   | 22,574  |
| 7     | Maurício Gugelmin   | PacWest Racing           | 16   | 22,686  |
| 8     | Jimmy Vasser        | Chip Ganassi Racing      | 9    | 22,423  |
| 9     | Alex Tagliani       | Forsythe Racing          | 8    | 22,409  |
| 10    | Memo Gidley         | Della Penna Motorsports  | 20   | 22,942  |
| 11    | Michel Jourdain Jr. | Bettenhausen Motorsports | 18   | 22,827  |
| 12    | Juan Pablo Montoya  | Chip Ganassi Racing      | 1    | 22,107  |
| 13    | Shinji Nakano       | Walker Racing            | 22   | 23,159  |
| 14    | Patrick Carpentier  | Forsythe Racing          | 12   | 22,481  |
| 15    | Oriol Servià        | PPI Motorsports          | 14   | 22,575  |
| 16    | Tony Kanaan         | Mo Nunn Racing           | 3    | 22,137  |
| 17    | Luiz Garcia Jr.     | Arciero Racing           | 23   | 23,344  |
| 18    | Tarso Marques       | Dale Coyne Racing        | 24   | -       |
| 19    | Paul Tracy          | Team KOOL Green          | 7    | 22,394  |
| 20    | Dario Franchitti    | Team KOOL Green          | 11   | 22,468  |
| 21    | Hélio Castroneves   | Marlboro Team Penske     | 2    | 22,133  |
| 22    | Gualter Salles      | Dale Coyne Racing        | 21   | 22,992  |
| 23    | Mark Blundell       | PacWest Racing           | 17   | 22,718  |
| 24    | Max Papis           | Team Rahal               | 6    | 22,364  |